# Faro de Candás
El Faro de Candás (en asturiano, Faru de Candás) está situado en Candás, concejo de Carreño, Principado de Asturias (España), en el Cabo de San Antonio, en la Punta del Cuerno, en la margen occidental del puerto de Candás, al cual sirve de abrigo de los vientos del oeste. 

## Historia
El enclave, fue usado para la defensa de la costa y del puerto de los ataques ingleses ya en el siglo XVIII y en 1770 se instalaron tres cañones DEA 24. Tras la guerra contra el Reino Unido, se desmontaron las piezas de leva que quedaron expuestas en los alrededores del faro. En 1998 se trasladoron al Prau Gervasia, donde pueden verse.
En funcionamiento desde 1917 en su ubicación actual, ya que en la anterior de 1904 en la Peña de los Ángeles, no existía posibilidad de construir una casa para el farero. En 1955 empezó a funcionar la sirena. El edificio es rectangular de dos alturas con torre troncopiramidal adosada a la cara norte del edificio. La altura sobre el nivel del mar es de 40 metros y de 12 metros sobre el terreno. Está construido casi al borde del acantilado. Su alcance es de 15 millas marinas y sus coordenadas son: 43° 35,599 N y 5° 45,754 W.